# Bergerac (TV-serie)
Bergerac är en brittisk TV-serie som sändes mellan 1981 och 1991, av Robert Banks Stewart med John Nettles och Terence Alexander med flera.

## Handling
Jim Bergerac är en utredare på Jersey. Bergeracs vinröda Triumph 1800 Roadster  av 1947 års modell blev ett av seriens mest kända signum.

## Skådespelare i urval
- John Nettles - Jim Bergerac
- Terence Alexander - Charlie Hungerford
- Sean Arnold - Barney Crozier
- Mela White - Diamante Lil